# Кущевка (Хмельницкая область)
Кущевка (укр. Кущівка) — село в Волочисском районе Хмельницкой области Украины.
Население по переписи 2001 года составляло 138 человек. Почтовый индекс — 31232. Телефонный код — 3845. Занимает площадь 0,99 км². Код КОАТУУ — 6820988603.
Расположено на правом берегу реки Южный Буг, в её верховьях.

## История
В 1945 г. Указом Президиума ВС УССР село Кржачки переименовано в Кущевку.

## Местный совет
31232, Хмельницкая обл., Волочисский р-н, с. Чернява